# Cantone di Champigny-sur-Marne-2
Il Cantone di Champigny-sur-Marne-2 è una divisione amministrativa dell'Arrondissement di Nogent-sur-Marne.
È stato istituito a seguito della riforma dei cantoni del 2014, che è entrata in vigore con le elezioni dipartimentali del 2015.

## Composizione
Comprende parte della città di Champigny-sur-Marne e il comune di Chennevières-sur-Marne.